# David Houska
David Houska, né le 29 juin 1993 en Tchéquie, est un footballeur tchèque qui évolue au poste de milieu de terrain au FK Jablonec.

## Biographie

### Carrière en club

#### Sigma Olomouc
David Houska passe par le club de Polička où il est notamment dirigé par sons père Josef, puis par le Svitavy avant d'être formé au Sigma Olomouc, club avec lequel il fait ses débuts en pro le 24 février 2013, face au SK Slavia Prague. Il débute comme titulaire et son équipe l'emporte par 2 buts à 1. Le 26 octobre 2013, il inscrit son premier but en ouvrant le score contre le FC Slovácko, les deux équipes se neutralisant sur un score nul de 2-2.
Le 23 octobre 2015, il inscrit son premier doublé en championnat, sur la pelouse du Slavia Prague (victoire 0-2). Lors de la saison 2018-2019, il fait ses débuts dans les compétitions continentales. 
Il est sacré champion de Druhá Liga en 2016-2017.
Le 16 août 2018, il inscrit son premier but en Coupe d'Europe, lors du 3e tour préliminaire de la Ligue Europa face au club kazakh du Kaïrat Almaty.

#### FK Jablonec
Après treize ans passés au Sigma Olomouc, David Houska s'engage le 23 juillet 2021 au FK Jablonec pour un contrat de deux saisons. Il joue son premier match sous ses nouvelles couleurs le 31 juillet 2021, lors d'une rencontre de championnat face au FK Mladá Boleslav. Il entre en jeu à la place de Vojtěch Kubista et son équipe s'incline par trois buts à zéro.

### Carrière en sélection nationale
Avec les espoirs, il participe au championnat d'Europe espoirs en 2015, mais en restant sur le banc des remplaçants.
Le 8 novembre 2017, il figure pour la première fois sur le banc des remplaçants de l'équipe nationale A, lors d'une rencontre amicale face à l'Islande (victoire 1-2).
Le 11 novembre 2017, David Houska honore sa première sélection avec l'équipe de Tchéquie, lors d'une victoire 1-0 face au Qatar en amical, où il est titularisé au milieu de terrain.

## Statistiques
| Saison                | Club                  | Championnat           | Championnat | Championnat | Coupe(s) nationale(s) | Coupe(s) nationale(s) | Compétition(s) continentale(s) | Compétition(s) continentale(s) | Compétition(s) continentale(s) | Total | Total |
| Saison                | Club                  | Division              | M.          | B.          | M.                    | B.                    | Comp.                          | M.                             | B.                             | M.    | B.    |
| 2012-2013             | Sigma Olomouc         | D1                    | 5           | 0           | 2                     | 0                     | -                              | -                              | -                              | 7     | 0     |
| 2013-2014             | Sigma Olomouc         | D1                    | 19          | 1           | 2                     | 0                     | -                              | -                              | -                              | 21    | 1     |
| 2014-2015             | Sigma Olomouc         | D2                    | 30          | 3           | -                     | -                     | -                              | -                              | -                              | 30    | 3     |
| 2015-2016             | Sigma Olomouc         | D1                    | 27          | 3           | 5                     | 1                     | -                              | -                              | -                              | 32    | 4     |
| 2016-2017             | Sigma Olomouc         | D2                    | 29          | 1           | 2                     | 0                     | -                              | -                              | -                              | 31    | 1     |
| 2017-2018             | Sigma Olomouc         | D1                    | 30          | 5           | -                     | -                     | -                              | -                              | -                              | 30    | 5     |
| 2018-2019             | Sigma Olomouc         | D1                    | 29          | 4           | 3                     | 0                     | C3                             | 4                              | 1                              | 36    | 5     |
| 2019-2020             | Sigma Olomouc         | D1                    | 19          | 0           | 3                     | 1                     | -                              | -                              | -                              | 22    | 1     |
| Total sur la carrière | Total sur la carrière | Total sur la carrière | 188         | 17          | 17                    | 2                     | -                              | 4                              | 1                              | 209   | 20    |

## Palmarès
Sigma Olomouc
- Champion de Druhá Liga en 2016-2017